# Ortštejn
Ortštejn (někdy označovaný jako stmelenec) je půdní novotvar, který vzniká v podzolových půdách v hloubkách 22–30 cm. Tento novotvar je značně těžký, protože obsahuje značné množství železa. Ortštejn vzniká díky podzolizaci při prosychání profilů podzolů. Vrstva je tvořená z písčitých částic, které jsou slepeny hydroxidy železa, hliníku a humusem.
Vrstva ortštejnu je zpravidla nepropustná pro kořenové systémy rostlin, které mohou následně využívat jen malou část půdního profilu a získávat odsud živiny.